# Stadio di Malabo
Lo stadio di Malabo (in spagnolo Estadio de Malabo) è un impianto sportivo polivalente situato a Malabo, in Guinea Equatoriale.
Viene utilizzato come campo casalingo dalla nazionale di calcio della Guinea Equatoriale, e dai club calcistici dell'Atlético Malabo, dell'Atlético Semu, del Sony Ela Nguema, dei The Panthers e dei Leones Vegetarianos.
Ha ospitato otto gare della Coppa d'Africa 2012, svoltasi in Guinea Equatoriale e in Gabon, e dieci della Coppa d'Africa 2015, svoltasi in Guinea Equatoriale.

## Storia
Con l'assegnazione dell'organizzazione della Coppa d'Africa 2012 a Gabon e Guinea Equatoriale, si decise di costruire un nuovo stadio a Malabo. Lo stadio di Malabo fu completato nel 2007 e aprì i battenti con il nome di Nuevo Estadio de Malabo. Nel 2012 l'impianto fu tra le sedi del suddetto torneo, ospitandone otto partite, di cui sei della fase a gironi, un quarto di finale e la finale per il terzo posto.
Nel novembre 2014 lo stadio fu scelto dalla CAF come una delle quattro sedi delle partite della Coppa d'Africa 2015, assegnata alla Guinea Equatoriale dopo la rinuncia e la squalifica del Marocco. Nell'impianto si giocarono dieci incontri, di cui sei della fase a gironi, due quarti di finale, una semifinale e la finale per il terzo posto.

## Incontri internazionali

### Coppa delle nazioni africane 2012
| Data             | Incontro                            | Risultato | Fase del torneo  | Paganti |
| ---------------- | ----------------------------------- | --------- | ---------------- | ------- |
| 22 gennaio 2012  | Costa d'Avorio - Sudan              | 1-0       | Gruppo B         | 5 000   |
| 22 gennaio 2012  | Burkina Faso - Angola               | 1-2       | Gruppo B         | 17 000  |
| 26 gennaio 2012  | Sudan - Angola                      | 2-2       | Gruppo B         | 2 500   |
| 26 gennaio 2012  | Costa d'Avorio - Burkina Faso       | 2-0       | Gruppo B         | 4 000   |
| 29 gennaio 2012  | Guinea Equatoriale - Zambia         | 0-1       | Gruppo A         | 10 000  |
| 30 gennaio 2012  | Costa d'Avorio - Angola             | 2-0       | Gruppo B         | 1 500   |
| 4 febbraio 2012  | Costa d'Avorio - Guinea Equatoriale | 3-0       | Quarti di finale | 12 500  |
| 11 febbraio 2012 | Ghana - Mali                        | 0-2       | Finale 3º posto  | 15 000  |

### Coppa delle nazioni africane 2015
| Data             | Incontro                          | Risultato     | Fase del torneo  | Paganti |
| ---------------- | --------------------------------- | ------------- | ---------------- | ------- |
| 20 gennaio 2015  | Costa d'Avorio - Guinea           | 1-1           | Gruppo D         | 14 875  |
| 20 gennaio 2015  | Mali - Camerun                    | 1-1           | Gruppo D         |         |
| 24 gennaio 2015  | Costa d'Avorio - Mali             | 1-1           | Gruppo D         | 14 890  |
| 24 gennaio 2015  | Camerun - Guinea                  | 1-1           | Gruppo D         | 15 000  |
| 27 gennaio 2015  | Senegal - Algeria                 | 0-2           | Gruppo C         |         |
| 28 gennaio 2015  | Camerun - Costa d'Avorio          | 0-1           | Gruppo D         |         |
| 1º febbraio 2015 | Costa d'Avorio - Algeria          | 3-1           | Quarti di finale |         |
| 1º febbraio 2015 | Ghana - Guinea                    | 3-0           | Quarti di finale |         |
| 5 febbraio 2015  | Ghana - Guinea Equatoriale        | 3-0           | Semifinali       |         |
| 7 febbraio 2015  | RD del Congo - Guinea Equatoriale | 0-0 (4-2 dtr) | Finale 3º posto  |         |